# Lahav Shani
Pour les articles homonymes, voir Shani.
Lahav Shani est un chef d'orchestre et pianiste israélien né le 7 janvier 1989 à Tel Aviv.

## Biographie
Lahav Shani naît le 7 janvier 1989 à Tel Aviv. Il est le fils d'un chef de chœur,.
Il commence l'apprentissage de la musique en Israël par le piano puis étudie à l'Académie de musique Hanns Eisler de Berlin, où il est élève de Fabio Bidini en piano et Christian Ehwald (en) en direction d'orchestre, discipline qu'il travaille également auprès de Daniel Barenboim, qui devient son mentor,.
À partir de 2007, Lahav Shani collabore régulièrement avec l’Orchestre philharmonique d’Israël, d'abord comme contrebassiste du rang, puis en tant que pianiste soliste, et comme chef assistant de Zubin Mehta à partir de 2010,.
En 2013, il remporte le Concours international de direction Gustav-Mahler de Bamberg. Depuis lors, il dirige de nombreux orchestres en Europe et dans le monde, notamment la Staatskapelle de Berlin, l’Orchestre symphonique de la Radio bavaroise, la Staatskapelle de Dresde, l’Orchestre de la Tonhalle de Zurich, l’Orchestre de Philadelphie, l’Orchestre Philharmonia de Londres, les Orchestres philharmoniques de Rotterdam, Stockholm, Séoul et Radio France.
En 2016, Lahav Shani est nommé chef principal invité de l'Orchestre symphonique de Vienne à compter de la saison 2017-2018,.
À partir de 2018, il est directeur musical de l'Orchestre philharmonique de Rotterdam.
À partir de 2020, il est aussi directeur musical de l'Orchestre philharmonique d'Israël,. Il est renouvelé à la tête de l'Orchestre de philharmonique de Rotterdam jusqu'en août 2026.
En 2023, Lahav Shani est nommé directeur musical de l'Orchestre philharmonique de Munich à partir de 2026,.
En 2025, il est prolongé à son poste de directeur musical de l'Orchestre philharmonique d'Israël pour une durée de cinq ans, jusqu'à la fin de la saison 2031-2032.